# Mellita kanakoffi
Mellita kanakoffi is een zee-egel uit de familie Mellitidae.
De wetenschappelijke naam van de soort werd in 1961 gepubliceerd door Durham.